# 러시아의 종교
다음은 러시아의 종교에 관한 설명이다.
구소련은 마르크스주의의 무신론에 입각한 국가로서 종교를 비과학적인 것으로 보고, 반종교적인 선전이나 학교교육을 실시하였으나 국민의 종교신앙을 금지하지는 않았기 때문에 여러 종교가 지속적으로 존재하고 있었으며, 고르바초프 등장 이후 종교의 자유가 허용되면서 종교활동이 현재까지 활발히 일어나고 있다.
최대의 종교단체는 러시아 정교회로 제정 러시아 시대 이래 러시아 국민의 사상·문화·풍속 등에 깊은 영향을 끼쳐 왔다. 이슬람교는 중앙아시아 지방의 제1의 종교로서 러시아 내에는 타타르인을 비롯한 소수민족이 다수 신봉하고 있다. 그 밖에 소수종교로 칼미크족과 부랴트족의 불교와 여러 그리스도교 분파들이 있다. 일각에서는 민속신앙이 기독교와 결합된 형태로 남아있다며 러시아인들의 신앙을 이중 신앙으로 본다. 사회주의 시대의 영향으로 무종교자도 많이 점하고 있다.안세진

## 같이 보기
- 러시아의 기독교
- 러시아 정교회
- 러시아의 불교